# Lo Prado
Lo Prado ist eine Gemeinde der Región Metropolitana de Santiago mit 96.249 Einwohnern (2017). Sie ist eine der Gemeinden der Provinz Santiago. Lo Prado gehört zu den ärmsten Gemeinden von Santiago.

## Geschichte
Die Gemeinde Lo Prado wurde am 17. März 1981 gegründet.

## Demografie
Laut der Volkszählung 2017 lebten in der Gemeinde Lo Prado 96.249 Personen. Davon waren 46.799 Männer und 49.450 Frauen, womit es einen Frauenüberschuss gab.